# James Frawley (Tennisspieler)
James Frawley (* 29. März 1994 in Canberra, Australian Capital Territory) ist ein australischer Tennisspieler.

## Karriere
Frawley spielte bislang einige Matches auf der ITF Future Tour.
2015 kam er außerdem in Kuala Lumpur bei den Malaysian Open durch eine Wildcard zu seinem ersten Auftritt auf der ATP World Tour. An der Seite von Nick Kyrgios unterlag er Raven Klaasen und Rajeev Ram mit 2:6, 3:6.